# RoboRally
RoboRally è un gioco da tavolo originariamente pubblicato nel 1994 dalla Wizards of the Coast e progettato da Richard Garfield, il creatore del gioco di carte collezionabili Magic: The Gathering. Il gioco e le sue espansioni ricevettero un totale di quattro Origins Award. Nel luglio 2005 (e in tutte le edizioni successive) è stato ripubblicato sotto l'etichetta Avalon Hill.

## Gioco
I giocatori assumono il controllo di un robot che si deve spostare in una fabbrica piena di congegni, nastri trasportatori, raggi laser, botole, pistoni, e altri ostacoli. L'obiettivo della partita, a parte la sopravvivenza, è di toccare per primo un certo numero di punti indicati da bandierine. Comunque la difficoltà reale è nel muoversi, dato che questo viene realizzato mediante delle program cards ("carte di programmazione") distribuite casualmente.
Le carte programmazione specificano come il movimento, per esempio avanti uno, gira a sinistra, inversione a U. Ogni turno un giocatore ne riceve nove o meno (secondo il danno subito dal robot) che deve usare per programmare il movimento del robot giocandole coperte nell'ordine in cui devono essere eseguite. I robot eseguono simultaneamente gli ordini ricevuti: il turno viene diviso in cinque segmenti, nel primo tutti i robot eseguono i comandi della prima carta programmazione, nel secondo l'ordine della seconda carta e così via. Gli ordini contrastanti (entrare nella stessa casella contemporaneamente o entrare in una casella occupata) vengono risolti in base alla priorità di esecuzione riportata sulle carte (prima viene eseguito il comando con priorità maggiore, poi quello minore, ec...). Se un robot viene danneggiato il giocatore riceve meno carte per programmarlo, oltre i cinque punti di danno le carte programmazione iniziano a restare bloccate nella posizione in cui si trovano, fino a che il robot non viene riparato.
Nel programmare il movimento del robot il giocatore deve inoltre tener conto dell'influenza dei vari elementi della mappa che possono spostare il robot, danneggiarlo, rallentarlo, ucciderlo, ecc.
I robot inoltre possono essere equipaggiati con armi e strumenti aggiuntivi, che possono permettergli di causare maggior danno, spostare altri robot, migliorare le sue opzioni di movimento, ecc.
Le miniature del gioco originale furono progettate da Phil Foglio, che realizzò anche la copertina.

## Edizioni
- RoboRally, (1994) Wizards of the Coast: 6 mappe base, 8 miniature di metallo non dipinte, carte movimento, carte opzione e segnalini (danni subiti, morti subite, ecc.). Mappe presenti: Cannery Row, Cross, Exchange, Island, Maelstrom, Pit Maze
- Armed and Dangerous (1994) Wizards of the Coast: 6 mappe aggiuntive, carte opzioni aggiuntive, segnalini. Mappe presenti: Chasm, Circuit Trap, Coliseum, Flood Zone, Gear Box, Laser Maze.
- Crash and Burn (1997) Wizards of the Coast: 2 mappe aggiuntive: Blast Furnace, Machine Shop
- Grand Prix (1997) Wizards of the Coast: 3 mappe aggiuntive con stampate sul retro ristampe delle mappe dell'edizione base (scelte casualmente):, Back Stretch, Canyon, Pit Row
- Radioactive (1998) Wizards of the Coast: 3 mappe aggiuntive: Pinwheel, Reactor Core, Shake 'N' Bake
- Origins '99 (1999) Wizards of the Coast: 1 mappa aggiuntiva: per i finalisti del torneo: King of the Hill
- RoboRally (1999) Amigo Spiele (Germania) e (2000) 999 Games, 2000 (Olanda): 4 mappe base, 4 robot in plastica predipinti, carte movimento, segnalini. Mappe presenti: Pit Maze, Exchange, Cross, Cannery Row
- Crash & Burn (2000) Amigo Spiele (Germania): 4 mappe aggiuntive, 4 robot predipinti di plastica, carte opzione. Mappe presenti: Island, Maelstrom, Machine Shop, Blast Furnace.
- RoboRally (2005) Avalon Hill: 4 mappe stampate fronte retro, una mappa di partenza, 8 robot di plastica, carte opzioni, bandierine di plastica e segnalini. Mappe presenti: Docking Bay (una mappa di partenza a doppia faccia grossa un terzo di una mappa regolare), Chop Shop / Island, Spin Zone / Maelstrom, Chess / Cross, Vault / Exchange
- Robo Rally (2016) Avalon Hill: 6 mappe stampate fronte e retro, una mappa di partenza, 6 robot di plastica, carte upgrade, bandierine di plastica e segnalini, priority antenna.

Mappe e elementi aggiuntivi creati da fan sono reperibili via Internet.
Le edizioni europee della Amigo Spiele e della 999 Games, comprendono alcuni cambiamenti alle regole e un minor numero di componenti che semplificano il gioco. I segnalini danno e vite sono più grossi e spessi di quelli dell'edizione americana. Le carte movimento sono codificate da un colore: le carte "Avanti" hanno la freccia blu, le carte "Indietro" una freccia rossa e quelle "Curva" delle frecce gialle.
Le carte dell'edizione Avalon Hill hanno stampato nell'angolo solo la freccia priva del numero di movimento, quindi non si può controllarne il valore (per distinguere tra "Muovi 1", "Muovi 2" e "Muovi 3") senza aprire del tutto la mano per vederle. I segnalini sono più grossi. Sono stati introdotte delle schede su cui registrare i danni, appoggiare le carte programmazione, ec... e su cui è riportato un riassunto dell'ordine di gioco. La grafica è stata ristudiata per rendere più chiara la funzione degli elementi della. Le regole sono state semplificate per rimuovere il concetto di robot virtuale.